# Sarsiella zostericola
Sarsiella zostericola är en kräftdjursart. Sarsiella zostericola ingår i släktet Sarsiella och familjen Sarsiellidae. Inga underarter finns listade i Catalogue of Life.